# Polymechaniker
Polymechaniker ist in der Schweiz seit 1997 die offizielle Berufsbezeichnung, welche als Zusammenzug mehrerer technischer Berufe wie Mechaniker, Feinmechaniker, Werkzeugmacher, Maschinenmechaniker und Betriebsmechaniker eingeführt wurde.
Trägerschaft der Berufslehre sind die Swissmechanic und die Swissmem gleichermassen.
Die Bezeichnung des Abschlusses lautet seit 2009 «Polymechaniker mit eidgenössischem Fähigkeitszeugnis (EFZ)».

## Arbeitsgebiet

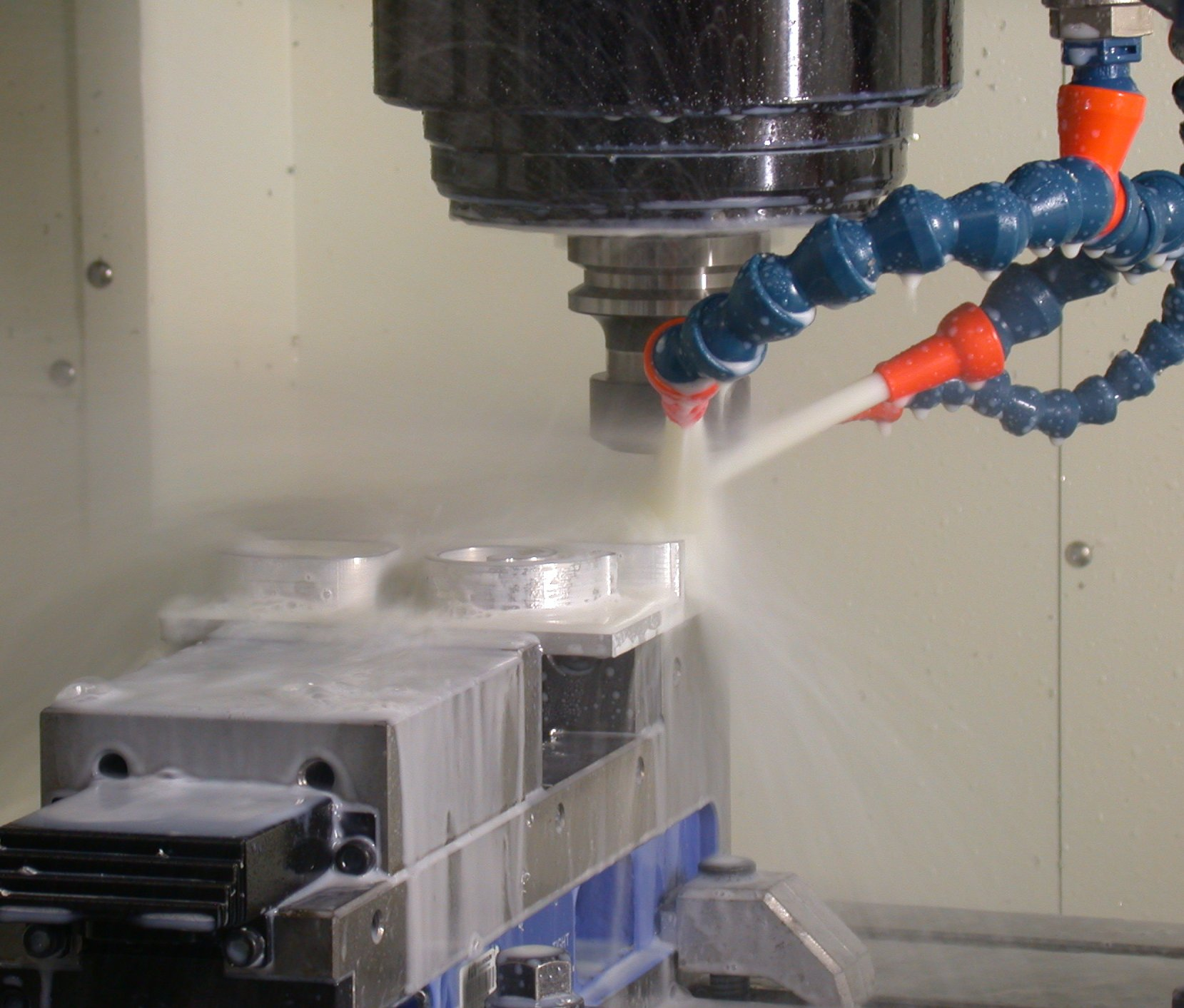
Fertigung eines Werkstückes auf einer CNC-Fräsmaschine.

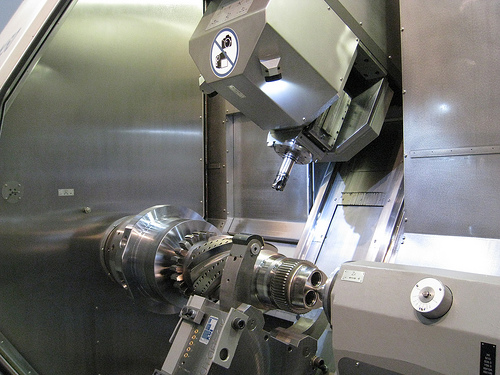
Eine CNC gesteuerte Drehmaschine.

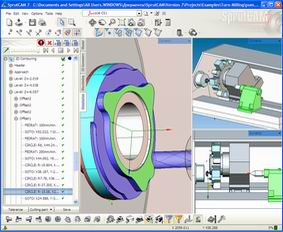
Schirmbild einer CAM-Software.

Es gilt zu berücksichtigen, dass im Polymechanikerberuf verschiedene Fachrichtungen zur Wahl angeboten werden. Häufig gewählte Fachrichtungen sind Fertigung, Montage und Instandhaltung.
In Zusammenarbeit mit anderen Fachleuten führen Polymechaniker Aufträge oder Projekte aus, entwickeln Konstruktionslösungen und erstellen technische Dokumente oder bauen Prototypen und führen Versuche durch. Sie wirken mit bei Inbetriebnahmen, beim Planen und Überwachen von Produktionsprozessen oder führen Instandhaltungsarbeiten aus.

### Fertigung
Polymechaniker der Fachrichtung Fertigung fertigen Werkstücke, die in Vorrichtungen, Geräten, Apparaten, Maschinen, Anlagen eingebaut werden. Die Werkstücke werden von Hand und mit Werkzeugmaschinen wie Dreh-, Bohr-, Fräs- und Schleifmaschinen bearbeitet. Sie müssen je nach Verwendungszweck auf Hundertstel oder Tausendstel Millimeter genau gefertigt sein. Vielfach kommen computergesteuerte Maschinen (CNC) und computerbasierte Programmiersysteme (CAM) zum Einsatz. Das Programmieren, Einrichten und Bedienen von computergesteuerten Maschinen bildet den Schwerpunkt der Ausbildung.

### Montage
Polymechaniker der Fachrichtung Montage bauen Geräte, Apparate, Maschinen, Werkzeugen oder Anlagen zusammen. Sie führen unter anderem auch die Inbetriebnahme der Anlagen durch, erstellen Messprotokolle und machen die Feineinstellungen beim Kunden. Sie finden selbständig und/oder in Zusammenarbeit mit anderen Fachpersonen, Lösungen für technische Probleme. Reisebereitschaft wird in vielen Unternehmen von den Monteuren gefordert, da sie auch direkt beim Endkunden arbeiten.

### Instandhaltung
Polymechaniker der Fachrichtung Instandhaltung führen Instandhaltungsarbeiten an Anlagen der Industrie aus.

## Voraussetzungen für die Erlernung des Berufes
Für eine Polymechanikerlehre eignen sich Jugendliche, bei denen das Interesse für die Mechanik mit handwerklichem Geschick, guten Mathematikkenntnissen und raschem Auffassungsvermögen verbunden ist. Gute Leistungen in Mathematik und Physik sind nötig.
Selbstverständlich ist diese Berufslehre auch für Frauen geeignet, immer mehr Frauen üben diesen Beruf aus. So haben sich zum Beispiel 2014 zwei Frauen für die Schweizermeisterschaften der Polymechaniker/-innen EFZ an den SwissSkills qualifiziert.
Die Lehrdauer beträgt 4 Jahre.

## Betriebliche Ausbildung
Dreistufige modulare Grundausbildung in der ersten Lehrhälfte. Die obligatorische Grundstufe umfasst die manuelle und maschinelle Fertigungstechnik. Behandelt werden unter anderem auch Gebiete wie Fügetechnik, Inbetriebnahme, Wartung und fachspezifische Arbeitssicherheit.
Schwerpunktausbildung in betrieblichen Tätigkeitsgebieten in der zweiten Lehrhälfte wie Projektierung und Projektbearbeitung, Konstruktion, Prototypenbau, Produktionsunterstützung, Fertigungsmittelbau, Teilefertigung, Décolletage, Produktionsprozesse, Montage, Automation, Instandhaltung
Während der gesamten Ausbildung intensive individuelle Förderung berufsübergreifender Fähigkeiten wie Firmenbezug, Lernen, Arbeitsmethodik, Arbeitssicherheit, Umweltschutz, Selbständigkeit, Qualitätsorientierung, Effizienz, Teamfähigkeit, Kreativität, Flexibilität, Umgang mit Wandel

## Berufsschule
Der Unterricht erfolgt in zwei Niveaustufen:
- Niveau G (grundlegende Anforderungen): 1800 Lektionen: 2 Tage pro Woche im 1. Lehrjahr, 1 Tag pro Woche ab 2. Lehrjahr
- Niveau E (erweiterte Anforderungen): 2160 Lektionen: 2 Tage pro Woche im 1. und 2. Lehrjahr, 1 Tag + ½ Tag Wahlfach pro Woche im 3. und 4. Lehrjahr

Je nach Leistung der Lernenden ist im ersten Ausbildungsjahr ein Niveauwechsel nach E möglich.
Ein Aufstieg von Niveau G zu E ist nur dann möglich, wenn der Niveau-G-Schüler einen Schnitt von 5.0 aufweist.
Fächer:
- Allgemeinbildung, Sprache und Kommunikation
- Allgemeinbildung, Gesellschaft
- Mathematik, Informatik, Lern- und Arbeitsmethodik
- Physik
- Technisches Englisch
- Werkstoff- und Fertigungstechnik
- Zeichnungstechnik und Maschinenelemente
- Automation
- Offener Bereich, seit 2009 (EFZ) bereicheübergreifender Unterricht
- Elektrotechnik und Elektronik

Begabten Lehrlingen wird zusätzlich zum Pflichtunterricht der Besuch der Berufsmittelschule empfohlen. Die technische Berufsmaturität berechtigt zum prüfungsfreien Übertritt an eine Fachhochschule.

## Überbetriebliche Kurse
Als weitere Lehrorte kommen noch überbetriebliche Kurse in der ersten Lehrhälfte hinzu. Die obligatorischen Basiskurse haben einen Umfang von 48 bis 64 Tagen, wobei ein Tag 8 Stunden umfasst.
Basiskurse
- Manuelle Fertigungstechnik
- Maschinelle Fertigungstechnik, konventionell und mit CNC
- Montagetechnik
- Mess- und Prüftechnik

Ergänzungskurse
- CAD-Technik
- Automatisierung
- Elektrofertigung
- Décolletage
- Mikrotechnologie
- Ausbildungsmethodik
- Schweisstechnik, Fachrichtung Instandhaltung

Quelle: 

## Lehrabschlussprüfung (Qualifikationsverfahren)
Am Ende des 2. Lehrjahres steht eine praktische Teilprüfung an, die 25 % zur Endnote beiträgt. Dabei werden die grundlegenden Arbeiten eines Lehrlings geprüft, bevor die Ausbildung in die gewählte Fachrichtung geht. Bei ungenügender Teilprüfung wird diese im 3. Lehrjahr nachgeholt.
Die Teilprüfung ist in folgende 4 Bereiche aufgeteilt, wofür dem Lehrling jeweils 3 Stunden zur Verfügung stehenː 
- Manuelle Fertigungstechnik
- Maschinelle Fertigungstechnik; konventionell oder CNC-Drehen
- Maschinelle Fertigungstechnik; konventionell oder CNC-Fräsen
- Montagetechnik

Am Ende der Lehre im 4. Lehrjahr gibt es eine praktische Arbeit (IPA) zu leisten, die 25 % der Endnote ausmacht. Zur Endnote zählen weiter eine Erfahrungsnote, 15 %, die Berufskenntnisse, 15 %, und die Note der Allgemeinbildung, 20 %. Schüler, die den Berufsmaturunterricht besuchen, sind von der Allgemeinbildung dispensiert, dafür zählen die restlichen Noten 25 % mehr.

## Weiterbildungsmöglichkeiten
- Berufsprüfung
  - Produktionsfachmann[7]
  - Betriebsfachmann
  - Fertigungsfachmann mit eidgenössischem Fachausweis
- Höhere Fachprüfungen
  - Mechanikermeister
  - Eidg. dipl. Industriemeister/in
- Techniker HF
- Ingenieur FH, ehemals HTL (Berufsmatura oder HF-Abschluss vorausgesetzt)
- Aufstiegsmöglichkeiten
  - Fachspezialist
  - Gruppen-, Abteilungs-, Betriebs-, Geschäftsleiter, Firmeninhaber
- Sprungbrett für attraktive Zweitberufe wie Lokomotivführer, Berufspilot, Flugzeugmechaniker, technischer Kaufmann, diverse Informatikberufe usw.
- Ausbilder

## Verwandte Berufe
- Mechanikpraktiker EBA, das  Berufsattest zum Polymechaniker
- Produktionsmechaniker EFZ, die dreijährige Alternativlehre zum Polymechaniker
- Konstrukteur EFZ – erstellt Zeichnungen, die vom Polymechaniker verwendet werden. Gleicher theoretischer Unterricht wie der Polymechaniker auf Niveau E